# Oll’ Mai
Oll’Mai – „der alte Mai“ – ist eine von der Ostfriesischen Landschaft organisierte Veranstaltung rund um den 10. Mai jeden Jahres. Der Begriff „Oll“ deutet an, dass dieser Termin eine lange Tradition hat.

## Geschichte
Am 6. Juli 1620 wurde auf dem Norder Landtag beschlossen, dass das Administrationskollegium – wir können dieses Gremium mit dem heutigen Landschaftskollegium vergleichen – jährlich am 10. Mai auf der „Landesrechnungsversammlung“ ein Rechenschaftsbericht dem Parlament der Ostfriesischen Landschaft vorlegen soll. Dieses ständische Parlament bestand ursprünglich aus Vertretern der Städte, der Ritterschaft und den Bauern.
Der 10. Mai für die jährliche Versammlung ist wahrscheinlich eher ein zufälliges Datum. In der Literatur ist bis jetzt davon ausgegangen worden, dass dieser Tag wegen der Kalenderreform eigentlich der 1. Mai sein sollte. Dieser Gedankengang ist jedoch nicht logisch. Der Übergang vom Julianischen zum Gregorianischen Kalender – und damit einen Zeitsprung von 10 Tagen – fand in Ostfriesland erst im Jahr 1700 statt. Zuvor wurde nur in der überregionalen Korrespondenz in Bruchform beide Zeitangaben benutzt: im Nenner das neue Datum, im Zähler das alte. In der Region selbst wurde durchgehend der Julianische Kalender angewandt.
Der Termin blieb ab 1620, mit einigen Ausnahmen, über mehr als 380 Jahre bestehen. 1806 wurde nochmals ausdrücklich bekräftigt, dass er auch eingehalten werden soll, wenn er auf einen Sonntag fallen würde. Diese Vorschrift wurde 1846, als die Ostfriesische Landschaft nach zähen Verhandlungen mit dem König von Hannover eine neue Verfassung bekam, abgeschwächt. Es wurde festgelegt, dass jährlich grundsätzlich am 10. Mai eine Landesrechnungsversammlung stattfinden solle, diese aber, sofern an einem Sonntag, am darauf folgenden Montag abgehalten werden könne. In der Verfassung der Ostfriesischen Landschaft von 1949 wurde auf die Tradition des 10. Mai hingewiesen: „Diese Tagung soll im Geiste der würdigen Überlieferung entsprechend allen friesischen kulturellen Bestrebungen Ausdruck geben.“

## Heute

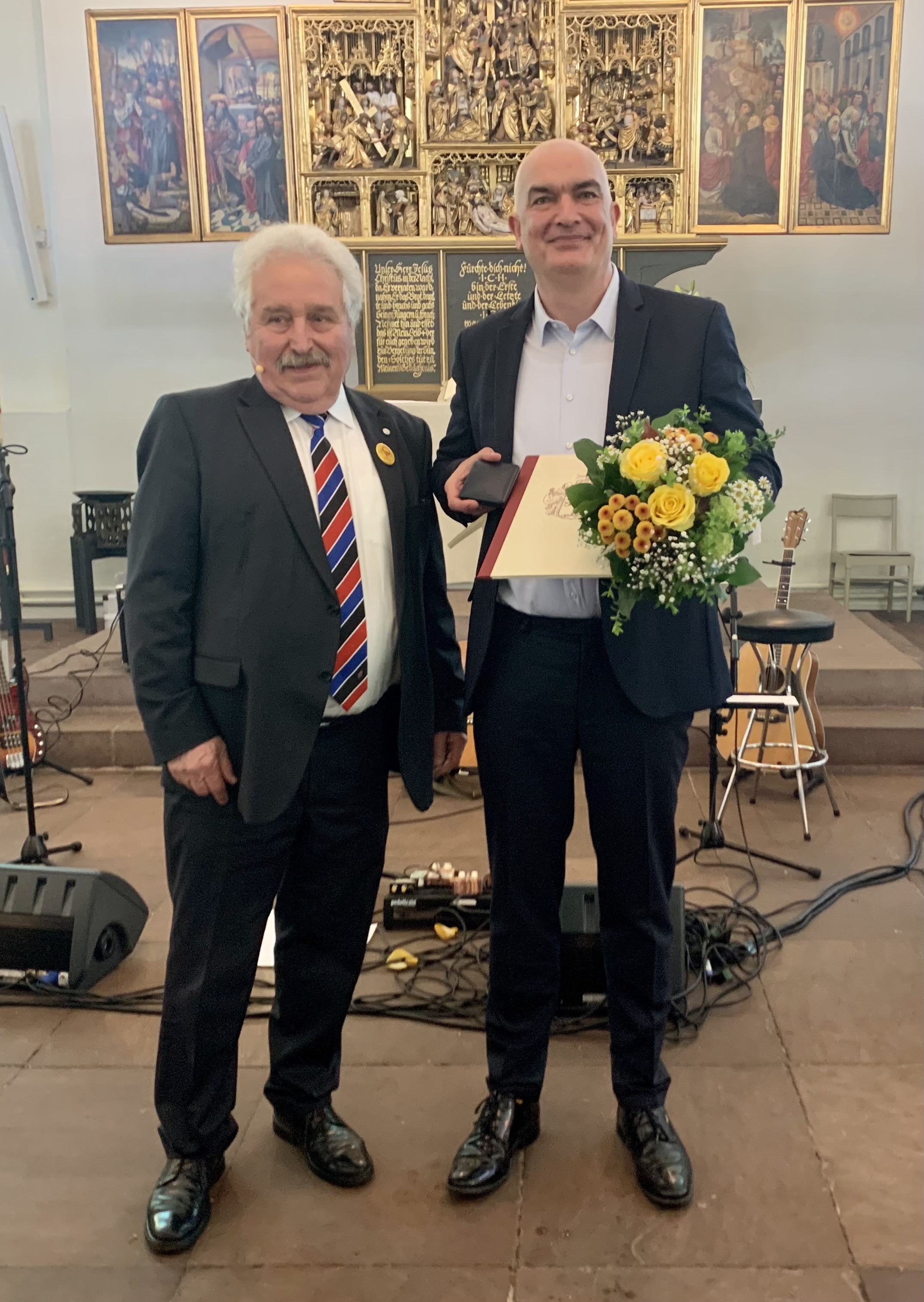
2023 zeichnete Landschaftspräsident Rico Mecklenburg den Wikipedianer Matthias Süßen mit der Ubbo-Emmius-Medaille aus.

Inzwischen hat die Ostfriesische Landschaft keine umfassende politische Funktion mehr, sondern gilt als das Kulturparlament der Region. Jährlich kommen dessen Vertreter zwei Mal im Jahr in sogenannten Landschaftsversammlungen zusammen. Der Rechenschaftsbericht wird in einer regulären Landschaftsversammlung – die erste im neuen Jahr – zur Genehmigung vorgelegt.
Die Zusammenkunft um den 10. Mai wird als festliche Landschaftsversammlung oder Oll’Mai-Versammlung begangen. Zu dieser Gelegenheit finden Ehrungen statt und für die Region verdienstvolle Nicht-Ostfriesen bekommen die Ehrenbürgerschaft, das sogenannte „Indigenat“ verliehen. Die höchste Auszeichnung für in Ostfriesland Geborene, die Ubbo-Emmius-Medaille wird ebenfalls am Oll' Mai vergeben. Außerdem werden der Kulturpreis an ausgezeichnete Projekte oder Personen verliehen und es findet ein Kongress, der sich mit einem wichtigen, für die Region aktuellen Thema auseinandersetzt, statt.
Obwohl das Datum „10. Mai“ wie oben erwähnt schon eine lange Tradition hat, ist das mit dem Begriff „Oll’Mai“ nicht der Fall. In den Zeitungsberichten taucht den „Ollen Mai“, später „Oll’Mai“ genannt, erst ab 1953, am Anfang noch sporadisch, auf. In den Protokollen des Kollegiums der Ostfriesischen Landschaft setzte sich der Begriff erst in den 60er Jahren durch.